# Kompienga (Provinz)
Kompienga ist eine Provinz in der Region Est im westafrikanischen Staat Burkina Faso mit 102.645 Einwohnern auf 6998 km².

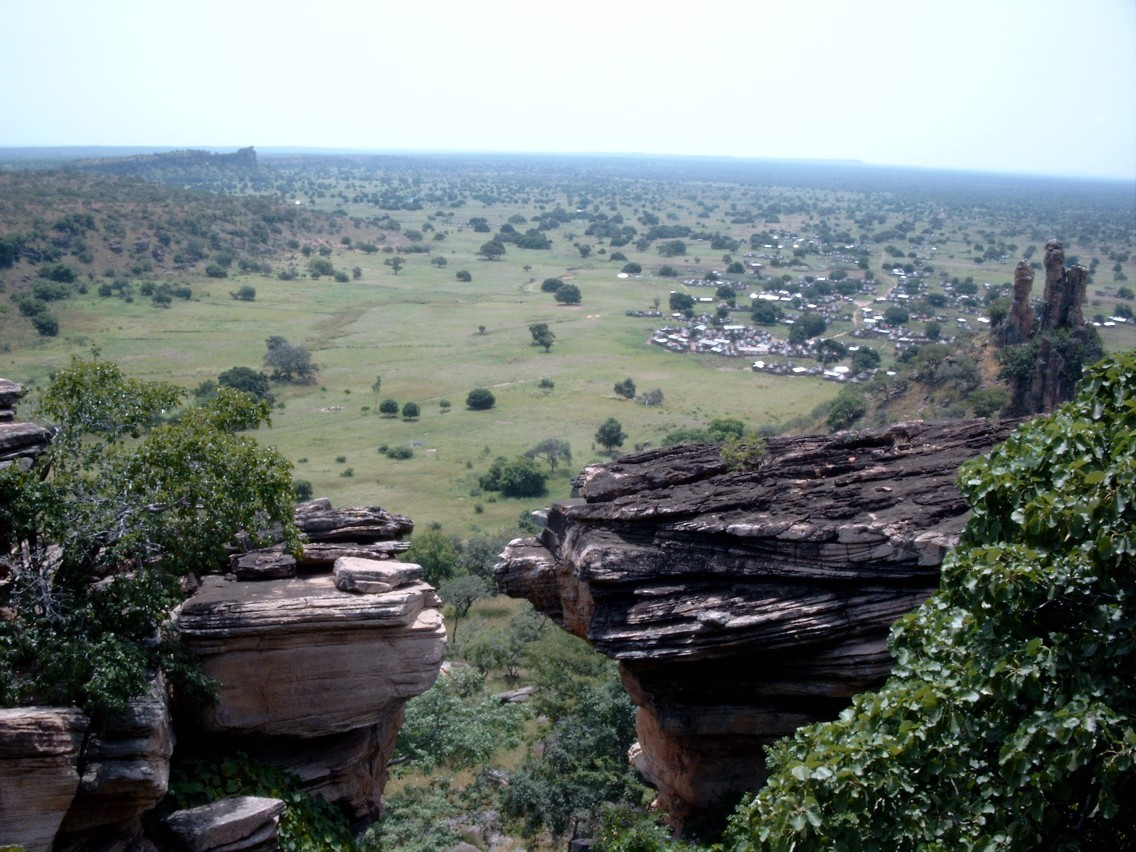
Blick auf Tambarga – hier beginnen die ersten Ausläufer der Chaîne de Gobnangou

Sie liegt im Südosten und bis 1996 war sie Teil der Provinz Gourma, ist nur dünn besiedelt, aber reich an naturbelassenen Landschaften in den Naturschutzgebieten, die im Osten der Provinzhauptstadt Pama liegen. Westlich von Pama liegt der Kompiengastausee, ein lokales Zentrum der Fischerei. Außerdem gibt es zahlreiche Jagdgebiete. Im Süden trennt der Pendjari die Provinz vom benachbarten Benin.

## Liste der Departements und Gemeinden
| Nr. | Departement/Gemeinde |
| --- | -------------------- |
| 1   | Kompienga            |
| 2   | Madjoari             |
| 3   | Pama                 |